# Гассі-Ель-Гара – Хассі-Р'Мель
Гассі-Ель-Гара – Хассі-Р'Мель – газопровідна система, призначена для обслуговування ряду газових промислів у центральній частині алжирської Сахари. Також відома як GR7.
Траса GR7 прямує в одному коридорі з газопроводом GR5. При цьому GR7 починається від компресорної станції PC4, куди подають ресурс по трубопроводу Тінеркук – GR7, а за сотню кілометрів північніше до компресорної станції PC5 виведений трубопровід Гассі-Тіджран – Гассі-Ба-Хаму – GR7.
Довжина GR7 становить 345 км. Він виконаний в діаметрі 1200 мм та розрахований на пропускну здатність у 4 млрд м3 на рік.
З Хассі-Р'Мель можлива видача блакитного палива по системам Хассі-Р'Мель – Уед-Саф-Саф, Хассі-Р'Мель – Скікда, Хассі-Р'Мель – Кудіет-Еддрауш, Хассі-Р'Мель – Бордж-Менаель, Хассі-Р'Мель – Арзу, MEDGAZ, Хассі-Р'Мель – Ель-Аріха.